# プレビッシュ＝シンガー命題
プレビッシュ＝シンガー命題（ぷれびっしゅ＝しんがーめいだい、英: The Prebisch–Singer thesis）とは、長期的には一次産品の工業製品に対する相対価格が低下し、一次産品を生産し輸出する国の交易条件が悪化するという考え方。ラウル・プレビッシュとハンス・シンガーが1940年代後半に提唱した。プレビッシュ＝シンガー仮説（英: The Prebisch–Singer hypothesis）とも呼ばれる。

## 理論的背景
この命題の背景には、工業製品は一次産品に比較して需要の所得弾力性が大きいことがある。つまり、所得が上昇したときに工業製品への需要は一次産品への需要に比較して大きく上昇し、工業製品を輸出する先進工業国への需要が増加する。また、一次産品は需要の価格弾力性も小さい。したがって、一次産品の価格が低下しても需要はあまり伸びず、一次産品の生産者の収入の減少につながる。

## 歴史
1945年から1949年にかけてのラウル・プレビッシュの講義において、この命題の理論的背景が説かれた。しかし、彼が行わなかったのは実証的検証である。1949年、ニューヨークの国際連合経済社会局に勤務していたハンス・シンガーは、「戦後の発展途上国と工業国の価格の関係（"Post-war Price Relations between Under-developed and Industrialized Countries"）」という論文を公表する。この論文では、1876-1948年の間に、発展途上国の交易条件が大きく悪化していることが示されていた。この論文に触発されたラウル・プレビッシュは、この論文の結果を1949年にハバナで開催されたラテンアメリカ・カリブ経済委員会で報告する。このように、実証的支持に関する貢献はハンス・シンガーのものであると言える。とはいえ、交易条件の長期的な変化が先進国を利し、途上国にを害するものであるという考え方は2人がそれぞれ独立して思い至ったと言える。

## 影響
この命題によると、国際貿易によって発展途上国よりも先進国の方が大きな利益を得ることが示唆されるため、従属理論や輸入代替工業化を支持する考え方につながる。これは、イマニュエル・ウォーラーステインのネオ・マルクス主義のような世界経済秩序の解釈にも関連する。そうしたこともあり、1960-1970年代にはネオ・マルクス主義の開発経済学者に支持され、一次産品の先物取引を奨励する動きにもつながった。ラウル・プレビッシュは、発展途上国は特定の財の輸出に頼るのではなく輸出財の種類を増やすようにすること、できるだけ早く工業化を実現することなどを説いた。
アフリカ諸国以外の発展途上国では、輸出に占める工業製品の割合が増加したことから、1980年代以降はそれ以前に比べてポピュラーな考え方ではなくなった。したがって、近年の研究では一次産品と工業製品の相対価格を比較するのではなく、「途上国が輸出するようなシンプルな工業製品」と「先進国が輸出するような複雑な工業製品」の相対価格が比較されている。

## 実証研究
2010年、2013年の実証研究ではプレビッシュ＝シンガーの命題を支持する結果を得ている。